# Consejería de Política Industrial y Energía de la Junta de Andalucía
La Consejería de Política Industrial y Energía es el departamento de la Junta de Andalucía encargado de las competencias autonómicas en materia de actividades industriales, mineras y energéticas, así como la cooperación económica y el fomento de las iniciativas y acciones en dichos campos.
Recibe este nombre desde el inicio de la XII legislatura, el 26 de julio de 2022, hasta su cambio de nombre por el Decreto del Presidente 4/2023, que entró en vigor el día de su publicación en el Boletín Oficial de la Junta de Andalucía, el 11 de abril de 2023.
El titular de la consejería y máximo responsable es Jorge Paradela Gutiérrez y tiene su sede en la calle Johannes Kepler, 1, en la isla de La Cartuja (Sevilla).

## Historia
La Consejería de Política Industrial y Energía fue creada el 26 de julio de 2022, día de entrada en vigor mediante publicación en el BOJA del Decreto del Presidente 10/2022, de 25 de julio, sobre reestructuración de Consejerías. No obstante, sus competencias quedaron corregidas por Decreto del Presidente 13/2022, de 8 de agosto, por el que se modifica el Decreto del Presidente 10/2022, que cambió el artículo 13 de este último, en el que se establece que 

"Corresponden a la Consejería para la Industria y la Energía las competencias actualmente asignadas a la Consejería de Transformación Económica, Industria, Conocimiento y Universidades en materia de industria y minas y las que en materia de energía venían siendo ejercidas por las Consejerías de la Presidencia, Administración Pública e Interior y de Hacienda y Financiación Europea".
Decreto del Presidente 10/2022, de 25 de julio, sobre reestructuración de Consejerías

Cambia su nombre por el de Consejería de Industria, Energía y Minas el 11 de abril de 2023, día en que entró en vigor el Decreto del Presidente 4/2023.

## Estructura
De acuerdo con el Decreto 163/2022, de 9 de agosto, por el que se regula la estructura orgánica de la Consejería de Política Industrial y Energía, la Consejería, bajo la superior dirección de su titular, se estructura para el ejercicio de sus competencias en los siguientes órganos directivos centrales: 
- Viceconsejería. 
  - Secretaría General de Industria y Minas. 
    - Dirección General de Minas.

  - Secretaría General de Energía.
  - Secretaría General Técnica.

### Entes adscritos a la Consejería
Se hallan adscritas a la Consejería las siguientes entidades instrumentales:
- Verificaciones Industriales de Andalucía, S.A. (VEIASA) (adscrita a través de la Secretaría General de Industria y Minas).
- Agencia Andaluza de la Energía (adscrita a través de la Secretaría General de Energía).
- Comisión Interdepartamental para la Promoción de la Industria en Andalucía (adscrita a través de la Secretaría General de Industria y Minas).
- Comisión Interdepartamental para la Promoción de la Minería Sostenible en Andalucía (adscrita a través de la Secretaría General de Industria y Minas).
- Red de Energía de la Administración de la Junta de Andalucía (adscrita a través de la Secretaría General de Energía).
- Parque Tecnológico y Aeronáutico de Andalucía, S.L. (AERÓPOLIS) (adscrita a través de la Secretaría General de Industria y Minas a esta Consejería y también a la Consejería de Universidad, Investigación e Innovación).